# Argantonio
Argantonio (?, H. 670 aC -?, H. 550 aC) foi o último rei de Tartesso, e o único que se têm referências históricas. Devido à sua longevidade, há historiadores que pensam que o nome não poderia referir-se a um rei, mas sim ao titulo de uma dinastia ou forma de tratamento com o significando de, "O Senhor da Prata", visto que, cerca de 300 anos depois  foram-lhe atribuídos tesouros. 
Segundo Heródoto, Argantonio foi rei de Tartesso por oitenta anos, e viveu 120 anos. Quando os gregos da Foceia (Cidade da Ásia Menor) chegaram a Tartesso, fizeram amizade com o rei, que pediu a eles que abandonassem a Jônia e fossem habitar com ele, por causa do poder crescente dos Medos. Argantonio ajudou a construir a muralha de Foceia, que era bem longa e forte.
Seu reinado representa o apogeu da cultura de Tartesso (homem de prata), que revela sua origem indo-europeia, aparece nas fontes gregas ligado a riqueza mineral do seu reino (bronze e prata), com a qual  ele ajudou a financiar a defesa de Foceia contra a ameaça persa. Se afirma que enviou até  1500 quilos de prata a seus aliados. No entanto, ele não conseguiu estabelecer colônias focenses no seu reino, que tentou enfraquecer talvez a tutela comercial dos fenícios de Gadir (Cádiz), ou talvez para sair do comércio de metais, interrompido pela pressão assíria sobre as cidades Fenícias.
Alguns dão-lhe um reinado de 80 anos (a partir de 630 aC a 550 aC) e uma vida de 120, como Heródoto. De acordo com o poeta Anacreonte, citado por Plínio, o Velho, ele teria vivido 150 anos. Inclusive alguns aventuram a dar lhe a inédita idade de 3 séculos. Obviamente, este é um exagero, mas confirma a ideia da longevidade que gozava seu longo reinado. Provavelmente Argantonio morre uma morte natural, pois não existem registros históricos sobre a sua morte.
Depois da batalha naval de Alali (535 aC), que etruscos e cartagineses aliados contra os gregos, Cartago se torna senhor indiscutível do Mediterrâneo Ocidental. Cortando a rota que havia para a Iberia, cessa então o comércio entre Focenses e Tartesso, que lentamente foi relegado ao esquecimento.